# 乙基硫酸镧
乙基硫酸镧是一种化合物，化学式为La(C2H5SO4)3。它可由乙基硫酸钠和氯化镧在乙醇中反应制得。它的九水合物与其它镧系元素的乙基硫酸盐同构，空间群为P63/m。它可作为基质来研究其它镧系离子的性质。